# Boca (Piemont)
Boca (piemontesisch und lombardisch Bòca) ist eine Gemeinde mit 1156 Einwohnern (Stand 31. Dezember 2023) in der italienischen Provinz Novara (NO), Region Piemont. In dem Ort wird auch der gleichnamige Wein angebaut.
Die Nachbargemeinden sind Cavallirio, Cureggio, Grignasco, Maggiora, Prato Sesia und Valduggia.

## Sehenswürdigkeiten
Oberhalb von Boca steht die klassizistische Wallfahrtskirche Santissimo Crocifisso.

## Töchter und Söhne der Gemeinde
- Ermanno Vallazza (1899–1978), Radrennfahrer
- Domenico Piemontesi (1903–1987), Radrennfahrer

## Geographie
Das Gemeindegebiet umfasst eine Fläche von 9 km².